# 自我虹吸珠
自我虹吸珠（英語：Self-siphoning beads），又稱為珠鍊噴泉（chain fountain）、反重力珠（anti-gravity beads）或牛頓珠（Newton’s beads），是一種物理現象，其形成原因有多種說法。

## 演示
準備一條一至三釐米直徑、長度至少10公尺的珠鍊，放置到容器內，將珠鍊一端拉起往容器外丟，珠鍊會因重力的關係從容器內往外拉扯出，但並不會沿容器壁，而是會像噴泉一樣騰空。

## 成因
此現象的成因仍有多種說法：
- 短棒理論說：英國劍橋大學物理學家約翰·比金斯（John S. Biggins） 與馬克·華納（Mark Warner）認為，珠鍊由一個根根短棒連結成，棒的一端被拉扯往下時，另一端會往上翹起而拉扯相連的珠子形成噴泉。
- 耗散衝擊理論：義大利帕維亞大學數學家埃皮法尼奥·維爾加（Epifanio G. Virga）認為，珠鍊被拉出時，連接圓珠的棍棒與圓珠間不斷碰撞，致圓珠無法穩定而飛起。